# 1300
L'any 1300 va ser un any comú del calendari julià.

## Esdeveniments
- 1 de setembre, Lleida (Principat de Catalunya): Jaume el Just hi funda l'Estudi General.[1]
- Jaume II de Mallorca concedeix una carta de població a Sant Joan de Sineu i a Petra.[2][3]
- Jaume el Just confisca a Huguet IV, comte de Squillace el Vescomtat de Bas que havia donat suport al seu germà Frederic II de Sicília.[4]
- 15 de juny: Fundació de Bilbao. Diego López V d'Haro funda la ciutat a la riba dreta de la ria del Nerbion, en terrenys de l'església de Begoña i li atorga els Furs de Logronyo per donar sortida al comerç marítim a la Corona de Castella, estalviant d'un dia de camí respecte al port de Bermeo.[5]
- Venceslau II, rei de Bohèmia, és coronat rei de Polònia.[6]

## Naixements
- Constança d'Aragó, filla de Jaume el Just i Blanca de Nàpols.[7]

## Necrològiques
- Guido Cavalcanti, poeta, un dels principals exponents del Dolce stil nuovo.[8]